# Blood of the Nations
A Blood of the Nations a német Accept heavy metal együttes 12. stúdióalbuma, amelyet a Nuclear Blast adott ki 2010. augusztus 20-án. Az 1996-ban megjelent Predator óta ez volt az együttes első, visszatérést jelentő stúdióalbuma. Az anyagon Stefan Schwarzmann dobolt, míg Mark Tornillo személyében új énekes mutatkozott be. Az 1989-es Eat the Heat lemezt leszámítva ez volt az első olyan Accept-album, amelyen nem a jellegzetes hangú Udo Dirkschneider énekelt. Ezenkívül az 1983-ban napvilágot látott Balls to the Wall óta, ez volt az első olyan anyaguk, amelyen újra Herman Frank gitározott, Wolf Hoffman mellett.

## Számlista
|     | Cím                  | Szerző(k)                  | Hossz |
| --- | -------------------- | -------------------------- | ----- |
| 1.  | Beat the Bastards    | Hoffmann, Tornillo, Baltes | 5:24  |
| 2.  | Teutonic Terror      | Hoffmann, Tornillo, Baltes | 5:13  |
| 3.  | The Abyss            | Hoffmann, Tornillo, Baltes | 6:53  |
| 4.  | Blood of the Nations | Hoffmann, Tornillo, Baltes | 5:37  |
| 5.  | Shades of Death      | Hoffmann, Tornillo, Baltes | 7:32  |
| 6.  | Locked and Loaded    | Hoffmann, Tornillo, Baltes | 4:28  |
| 7.  | Kill the Pain        | Hoffmann, Tornillo, Baltes | 5:47  |
| 8.  | Rolling Thunder      | Frank, Tornillo            | 4:54  |
| 9.  | Pandemic             | Hoffmann, Tornillo, Baltes | 5:36  |
| 10. | New World Comin´     | Hoffmann, Tornillo, Baltes | 4:50  |
| 11. | No Shelter           | Hoffmann, Tornillo, Baltes | 6:04  |
| 12. | Bucket Full of Hate  | Hoffmann, Tornillo, Baltes | 5:12  |

|     | Cím                                                      | Szerző(k)                  | Hossz |
| --- | -------------------------------------------------------- | -------------------------- | ----- |
| 13. | Time Machine (Bónusz dal a digipak és a japán kiadáson.) | Hoffmann, Tornillo, Baltes | 5:25  |
| 14. | Land of the Free (Bónusz dal a japán kiadáson.)          | Hoffmann, Tornillo, Baltes | 4:51  |

## Kritikák
A Blood of the Nations megjelenése pozitív reakciókat váltott ki a kritikusokban. Scott Alisoglu a Blabbermouth.net munkatársa dicsérte az albumot, és annak tradicionális heavy metal stílusát. Írásában 8,5 pontot adott rá a 10-ből. A musicreview.co.za szintén pozitívan írt a lemezről, amelyben Sergio Pereira megjegyezte, hogy a lemez nem 3 perces rádió-barát dalokról szól, hanem hideg és kemény metal szerzeményekről, amelyekben figyelemreméltóak a gitárszólók. Az AllMusic írója Greg Prato 3 és fél pontot adott rá az ötből, és méltó visszatérésként jellemezte.

## Zenészek
- Mark Tornillo - Ének
- Wolf Hoffmann - Gitár
- Herman Frank - Gitár
- Peter Baltes - Basszusgitár
- Stefan Schwarzmann - Dob

## Listahelyezések
| Lista (2010)                | Helyezés | Eladási minősítés | Eladott példány |
| --------------------------- | -------- | ----------------- | --------------- |
| European Billboard Top 100  | 12       | -                 | -               |
| German Albums Chart         | 4        | -                 | -               |
| Swedish Albums Chart        | 7        | -                 | -               |
| Hungarian Albums Chart      | 7        | -                 | -               |
| Finnish Albums Chart        | 9        | -                 | -               |
| Swiss Albums Chart          | 15       | -                 | -               |
| Austrian Albums Chart       | 19       | -                 | -               |
| Czech Republic Albums Chart | 27       | -                 | -               |
| Belgian Albums Chart        | 59       | -                 | -               |
| French Albums Chart         | 72       | -                 | -               |
| Polish Albums Chart         | 72       | -                 | -               |
| Japanese Albums Chart       | 74       | -                 | -               |
| Spanish Albums Chart        | 78       | -                 | -               |
| US Billboard Top 200        | 187      | -                 | -               |